# Ucieczka w noc
Ucieczka w noc – amerykańska komedia sensacyjna z 1985 roku.

## Główne role
- Jeff Goldblum – Ed Okin
- Stacey Pickren – Ellen Okin
- Michelle Pfeiffer – Diana
- Dan Aykroyd – Herb
- Carmen Argenziano – Stan
- Bruce McGill – Charlie
- Jon Stephen Fink – Don
- Dedee Pfeiffer – Hooker
- Richard Farnsworth – Jack Caper
- Vera Miles – Joan Caper

## Fabuła
Ed Okin to kwintesencja przeciętności. Nie znosi pracy, cierpi na bezsenność, ma przeciętny dom i żonę. Pewnego dnia odkrywa, że żona go zdradza. Nie mogąc spać w nocy jeździ bez celu samochodem. Na parkingu lotniska, ratuje przypadkiem życie pięknej Diane. Ta prosi go o pomoc w ucieczce i przez to Ed zostaje wplątany w kryminalną aferę.